# Gąsienicowa Turnia

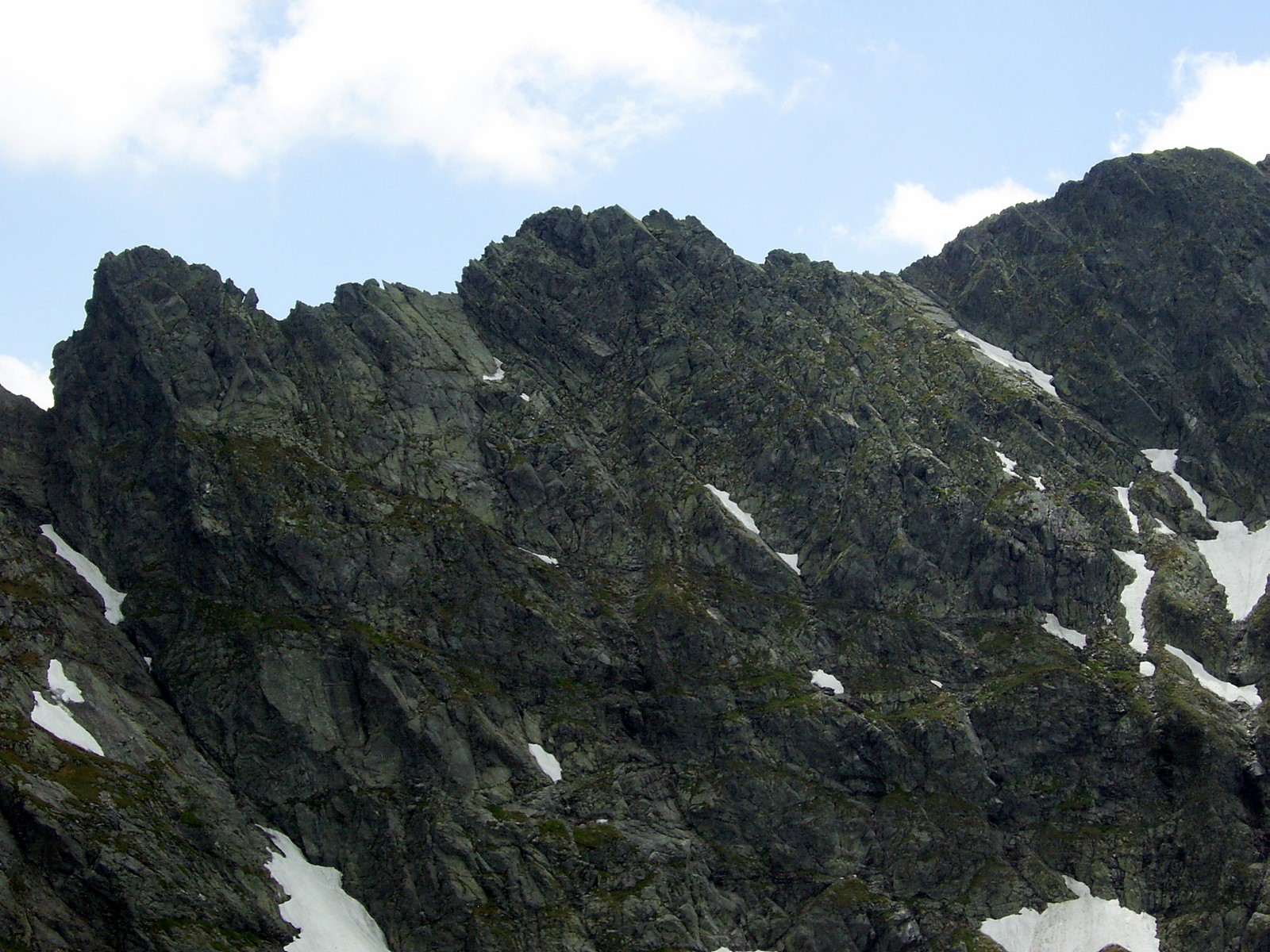
Blick vom Gipfel Kościelec

Die Gąsienicowa Turnia (deutsch: Oberer Seealmturm oder Gąsienica-Turm) ist ein Berg in der polnischen Hohen Tatra mit 2280 m im Massiv der Świnica. Auf dem Gipfel verläuft die Grenze zwischen den Gemeinden Zakopane im Westen und Bukowina Tatrzańska, konkret den Ortsteil Brzegi, in der Woiwodschaft Kleinpolen im Landkreis Powiat Tatrzański.

## Lage und Umgebung
Unterhalb des Gipfels liegen die Täler Fünfseental, konkret sein Hängetal Kegelkar (Dolina pod Kołem), im Osten und Dolina Zielona Gąsienicowa, konkret sein Hängetal Mylna Kotlinka im Westen.
Vom Gipfel des Świnicka Kopa im Süden wird die Gąsienicowa Turnia durch den Bergpass Obere Seealmscharte (Gąsienicowa Przełączka) getrennt, von dem südlich gelegenen Gipfel Mittlerer Seealmturm (Niebieska Turnia) durch den Bergpass Mittlere Seealmscharte (Niebieska Przełączka Wyżnia).
Im Berg befinden sich zwei Höhlen Świnicka Koleba und Świnicka Koleba Niżnia.

## Etymologie
Der polnische Name Gąsienicowa Turnia lässt sich als Gąsienica Turm übersetzen. Der Name rührt von dem nahe gelegenen Tal Dolina Gąsienicowa.

## Flora und Fauna
Trotz seiner Höhe besitzt die Gąsienicowa Turnia eine bunte Flora und Fauna. Es treten zahlreiche Pflanzenarten auf, insbesondere hochalpine Blumen und Gräser. Neben Insekten und Weichtieren sowie Raubvögeln besuchen auch Murmeltiere und Gämsen den Gipfel.

## Tourismus
Die Gąsienicowa Turnia ist bei Wanderern und Kletterern beliebt. Sie liegt auf dem Hauptweg von der oberen Seilbahnstation auf den Kasprowy Wierch zum Bergpass Zawrat, wo der Höhenweg Orla Perć beginnt.

### Routen zum Gipfel
Der Wanderweg auf die Gąsienicowa Turnia führt entlang des Hauptkamms der Tatra und der polnisch-slowakischen Grenze und biegt nach dem Gipfel der Świnica nach Norden ab.
- ▬ Ein rot markierter Wanderweg führt vom Kasprowy Wierch über die Gipfel Beskid und Pośrednia Turnia sowie die Bergpässe Liliowe und Świnicka Przełęcz auf den Gipfel und weiter zum Höhenweg Orla Perć. Von der Seite des Bergpasses Zawrat und damit der Täler Dolina Pięciu Stawów Polskich und Dolina Gąsienicowa ist der Aufstieg ebenfalls auf demselben Wanderweg von entgegengesetzter Richtung möglich. Als Ausgangspunkt für eine Besteigung aus den Tälern eignen sich die Berghütten Schronisko PTTK Murowaniec sowie Schronisko PTTK w Dolinie Pięciu Stawów Polskich.

## Belege
- Zofia Radwańska-Paryska, Witold Henryk Paryski: Wielka encyklopedia tatrzańska. Poronin, Wyd. Górskie, 2004, ISBN 83-7104-009-1.
- Tatry Wysokie słowackie i polskie. Mapa turystyczna 1:25.000, Warszawa, 2005/06, Polkart, ISBN 83-87873-26-8.